# 上水轩工作室
上水轩工作室，又名金山上水轩工作室，是金山軟件於2008年成立的第六個遊戲工作室，由三國工作室留守北京的成員為核心組建，原名雷霆工作室，代表作為《獨孤九劍》。

## 歷史
上水軒工作室成立於2008年初，負責人為高嵩。上水軒工作室被金山軟件定位為「第二個西山居」，工作室首款作品在立項時期就寄望能推出和《剑侠情缘》一樣知名的遊戲品牌，工作室辦公地點為北京金山软件大厦三层。2008年三國工作室調往珠海於西山居合併，以部分留守在北京的成員和外來招聘的人員組建成「雷霆工作室」，後來求伯君改名為「上水軒工作室」取自「上善若水，厚德載物」，寓意以玩家為本，精心製作優秀的遊戲，給玩家帶來充滿樂趣的遊戲體驗。上水軒工作室首款作品為《獨孤九劍》，作品於2010年首次披露細節。該年吴裔敏任金山遊戲的首席执行官，開始撤銷金山旗下遊戲工作室，並打算未來只保留七尘斋。同年，金山管理層對西山居進行管理層收購。整合期間，金山一眾遊戲工作室開發工作一度受阻。2011年上水軒傳出大量裁員的消息，並可能成立新公司。3月25日，「北京上水轩网络科技有限公司」正式註冊成立，上水軒工作室成為金山軟件子公司。同月，金山和神雕網絡達成協議，由神雕網絡負責《獨孤九劍》的獨家代理運營，這是金山首次在國內嘗試授權代理。5月，上水軒工作室搬遷到神雕網絡所在辦公室進行共同辦公，以準備6月份的封測。10月12日，遊戲開啟不刪檔測試，並找來青城派第36代掌门人刘绥滨代言遊戲。《獨孤九劍》最終於2012年6月24日停服，6月13日，「北京上水轩网络科技有限公司」改名「北京金山云网络技术有限公司」，不再負責遊戲業務。